# یلیچه
یلیچه (به صربی: Jeliće) یک منطقهٔ مسکونی در صربستان است که در توتین، صربستان واقع شده‌است. یلیچه ۱۰۰ نفر جمعیت دارد.